# Серия Пашена

Схема энергетических уровней атома водорода и спектральные серии

Се́рия Па́шена (Серия Ритца — Пашена) — спектральная серия в спектре атома водорода, названная в честь австрийского физика Фридриха Пашена, открывшего в 1908 году эту серию, ранее предсказанную Вальтером Ритцем на основании его комбинационного принципа. Данная серия образуется при переходах электронов с возбуждённых энергетических уровней на третий в спектре излучения и с третьего уровня на все вышележащие уровни при поглощении. Переход с четвёртого энергетического уровня на третий обозначается греческой буквой α, с 5-го на 3-й — β и т. д. Для обозначения самой серии используется латинская буква P. Таким образом, полное обозначение спектральной линии, возникающей при переходе электрона с четвёртого уровня на третий — Pα (произносится Пашен альфа).
Формула Ридберга для серии Пашена выглядит следующим образом:
{\displaystyle {1 \over \lambda }=R\left({1 \over 3^{2}}-{1 \over n^{2}}\right),}
где n — главное квантовое число — натуральное число, большее 3;
R ≈ 1,0974⋅107 м−1 — постоянная Ридберга.
Все линии серии Пашена расположены в инфракрасном диапазоне.
| n                         | 4      | 5      | 6      | 7      | 8     | 9     | 10    | 11    | 12    | 13    | {\displaystyle \infty } |
| Длина волны в воздухе, нм | 1875,1 | 1281,8 | 1093,8 | 1004,9 | 954,6 | 922,9 | 901,5 | 886,3 | 875,0 | 866,5 | 820,4                   |